# تفجير الأزبكية 1981
تفجير الأزبكية كان هجوم إرهابي بسيارة مفخخة هز حي الأزبكية المكتظ بالسكان في وسط دمشق، سوريا يوم 29 نوفمبر 1981. الانفجار الذي وقع أمام مدرسة في شارع بغداد، على مقربة من مجمع وكالات الاستخبارات، دمر ثلاثة مبان سكنية من خمسة طوابق، وقتل أكثر من 200 مدني ورجال الجيش. وأنحي باللائمة في الهجوم على جماعة الإخوان المسلمين التي شنت تمرداً ضد حكومة حافظ الأسد في ذلك الوقت.